# Prix du Président de la République - Étrier 4 Ans Finale
Ne doit pas être confondu avec Prix du Président de la République (course de plat) devenu le Grand Prix de Saint-Cloud et Prix du Président de la République (steeple-chase) devenu le Prix Notre-Dame de Paris.
Groupe I
Le Prix du Président de la République, officiellement Prix du Président de la République - Étrier 4 ans finale, est une course hippique de trot monté qui se déroule au mois de juin sur l'hippodrome de Vincennes à Paris. C'est une course de Groupe I réservée aux chevaux de 4 ans, hongres exclus, ayant gagné au moins 30 000 €. Elle se court sur la distance de 2 850 mètres (grande piste). L'allocation s'élève à 240 000 €, dont 108 000 € pour le vainqueur.
Créée le 31 mai 1897 à Vincennes en présence du président de la République française Félix Faure,, la course est alors ouverte aux 3 et 4 ans. Par la suite courue dans les années 1900 sur l'hippodrome de Saint-Cloud — alors temple du trot français — et réservée à l'élite des 3 ans, elle est remplacée à ce titre en 1924 par le Prix de Vincennes et devient cette année-là la classique des 4 ans. L'édition 1923 est ainsi remportée par la 3 ans Uranie, et l'édition 1924 par le 4 ans Uriel V.
En 2023, la course intègre la compétition Étrier 3/4/5 ans et son nom passe de Prix du Président de la République à Prix du Président de la République - Étrier 4 ans finale. Les trois premiers des trois courses qualificatives du circuit obtiennent leur billet pour la finale. Les Étrier 3/4/5 ans  se définissent comme les Championnats de France de la discipline du trot monté.
La course prend le nom de Prix de France sous le régime de Vichy et reprend son nom actuel en 1947.

## Palmarès depuis 1964
| Année | Vainqueur          | Père              | Jockey                   | Entraîneur              | Deuxième           | Troisième          | Réd.km |
| ----- | ------------------ | ----------------- | ------------------------ | ----------------------- | ------------------ | ------------------ | ------ |
| 2025  | L'Écrin d'Or       | Bird Parker       | Alexandre Abrivard       | Laurent-Claude Abrivard | Lisbonne Dry       | Lionheart          | 1'12"5 |
| 2024  | Kyrielle des Vaux  | Rolling d'Héripré | Guillaume Lenain         | Charley Mottier         | Kelly de Banville  | Kircie de Guez     | 1'12"4 |
| 2023  | Jasper des Charmes | Kesaco Phedo      | Éric Raffin              | Jean-Michel Bazire      | Joyeuse            | Jean Balthazar     | 1'12"2 |
| 2022  | Intuition          | Brillantissime    | Adrien Lamy              | Tomas Malmqvist         | Inès des Rioults   | Icare des Valois   | 1'12"8 |
| 2021  | Hirondelle du Rib  | Rolling d'Héripré | Jean-Loïc-Claude Dersoir | Joël Hallais            | Hallix             | Hopla des Louanges | 1'12"1 |
| 2020  | Gladys des Plaines | Opus Viervil      | Mathieu Mottier          | Gilles Curens           | Guide Moi Forgan   | Grâce de Faël      | 1'12"5 |
| 2019  | Flèche Bourbon     | Saxo de Vandel    | Alexandre Abrivard       | Sébastien Guarato       | Freeman de Houelle | Flicka de Blary    | 1'12"5 |
| 2018  | Elladora de Forgan | Gazouillis        | Franck Nivard            | Franck Leblanc          | Étoile de Bruyère  | Emilius de Play    | 1'13"5 |
| 2017  | Draft Life         | Ubriaco           | Éric Raffin              | Louis Baudron           | Dawana             | Dragon du Fresne   | 1'12"8 |
| 2016  | Chancelière Citrus | Goetmals Wood     | Alexandre Abrivard       | L-C. Abrivard           | Cyprien des Bordes | Clegs des Champs   | 1'13"  |
| 2015  | Bilibili           | Niky              | Alexandre Abrivard       | L-C. Abrivard           | Booster Winner     | Best of Jets       | 1'13"  |
| 2014  | Atlessima          | Rocklyn           | Éric Raffin              | Philippe Moulin         | Anna Mix           | Al Capone Jet      | 1'14"1 |
| 2013  | Valse Darling      | Prodigious        | Franck Nivard            | Philippe Moulin         | Vincitore Ermitage | Vaquéro du Mont    | 1'14"7 |
| 2012  | Utoky              | Cygnus d'Odyssée  | Franck Nivard            | Franck Leblanc          | Ushiro Gwen        | Ugo de Nieul       | 1'14"  |
| 2011  | Tango Quick        | Hasting           | Franck Nivard            | Franck Leblanc          | Twist des Caillons | Thorens Vedaquais  | 1'14"6 |
| 2010  | Scipion du Goutier | Goetmals Wood     | Franck Nivard            | Franck Leblanc          | Surabaya Jiel      | Sawasde de Houelle | 1'13"4 |
| 2009  | Rombaldi           | Lulo Jossely      | Matthieu Abrivard        | Jean-Luc Dersoir        | Romero du Houlme   | Roi du Coq         | 1'13"4 |
| 2008  | Quita d'Éronville  | Quito de Talonay  | Éric Raffin              | Philippe Bengala        | Quokine Berry      | Quelle Copine      | 1'13"6 |
| 2007  | Paddy du Buisson   | Achille           | Nathalie Henry           | Bernard Desmontils      | Prince de Montfort | Pop Star           | 1'14"1 |
| 2006  | One du Rib         | First de Retz     | Jean-Loïc-Claude Dersoir | Joël Hallais            | Odeisis de Vandel  | Onward du Clos     | 1'14"3 |
| 2005  | Nina Madrik        | In Love With You  | Louis Baudron            | Fabrice Souloy          | Neoh Jiel          | Number du Chesnel  | 1'15"7 |
| 2004  | Migraine           | Alligator         | Nathalie Henry           | Bernard Desmontils      | Miss Castelle      | Modèle du Clos     | 1'15"8 |
| 2003  | Legs du Clos       | Hêtre Vert        | Franck Nivard            | Jules Lepennetier       | Latinus            | Little de Tonnerre | 1'15"7 |
| 2002  | Kérido du Donjon   | Coktail Jet       | Philippe Masschaele      | Jean-Luc Janvier        | King du Perthois   | Krypton            | 1'16"  |
| 2001  | Jardy              | Cygnus d'Odyssée  | Jean-Philippe Mary       | Philippe Allaire        | Jairo des Veys     | Jomo du Rib        | 1'15"9 |
| 2000  | Idéal de l'Iton    | Cygnus d'Odyssée  | Michel Lenoir            | Michel Roussel          | Ivoire de Grammont | Ivory Pearl        | 1'17"3 |
| 1999  | Holly du Locton    | Viking's Way      | Jean-Paul Piton          | Philippe Allaire        | Hibiscus du Rib    | Honneur de France  | 1'16"2 |
| 1998  | Gai Brillant       | Podosis           | Jean-Philippe Mary       | Philippe Allaire        | Gazouillis         | Gringo de Villière | 1'16"5 |
| 1997  | Fac Simile         | Jiosco            | Jean-Loïc-Claude Dersoir | Joël Hallais            | First de la Vallée | Felmondo           | 1'17"8 |
| 1996  | Eros du Rocher     | Quito de Talonay  | Philippe Gillot          | Ulf Nordin              | Easy to Drive      | Éclair du Pam      | 1'16"5 |
| 1995  | Don Paulo          | Hurgo             | Philippe Gillot          | Marie-Dom. Fairand      | Dajuc              | Danaé Grandchamp   | 1'17"4 |
| 1994  | Courlis du Pont    | Opus Dei          | Philippe Békaert         | Ulf Nordin              | Costa du Bouffey   | Clairefeuille      | 1'17"9 |
| 1993  | Blue Dream         | Pershing          | Jean-Philippe Mary       | Philippe Allaire        | Boy du Pré         | Baron d'Arlau      | 1'20"1 |
| 1992  | Alpha Barbés       | Néric Barbés      | Jean-Philippe Mary       | Christian Bigeon        | Athos du Houlbet   | A Novo             | 1'18"2 |
| 1991  | Vivier de Montfort | Kronos du Vivier  | Jean-Marie Monclin       | Christian Bigeon        | Vanneau            | Virstly Gédé       | 1'18"4 |
| 1990  | Ursulo de Crouay   | Mivus             | Philippe Gillot          | Joël Hallais            | Urf du Vast        | Unerring           | 1'18"8 |
| 1989  | Turquetil          | Buffet II         | Jean-Marie Monclin       | Paul Viel               | Trésor de la Motte | Tomaco             | 1'20"5 |
| 1988  | Speed Clayettois   | Joachim           | Yves Dreux               | Ali Hawas               | Sem Kervaden       | Sequin de Fontaine | 1'19"9 |
| 1987  | Rêve d'Udon        | Éjakval           | Jean-Claude Hallais      | Bernard Desmontils      | Rialto             | Rialto de Talonay  | 1'19"7 |
| 1986  | Queila Gédé        | Gazon             | Yvon Martin              | Yvon Martin             | Querfeu            | Quizzical          | 1'21"7 |
| 1985  | Podosis            | Florestan         | Patrick Chéradame        | Roger Ledoyen           | Papeu              | Pactolos           | 1'20"9 |
| 1984  | Oligo              | Ersin             | Philippe Békaert         | Joël Hallais            | Odin de la Vente   | Ogino              | 1'21"6 |
| 1983  | Narbon             | Chambon P         | Alain Laurent            | Stig Engberg            | Night And Day      | Nersinou           | 1'21"1 |
| 1982  | Mirande            | Beauséjour II     | Alain Laurent            | Jean-Marie Lesne        | Mousko             | Mabrouka           | 1'22"8 |
| 1981  | Le Loir            | Chambon P         | Alain Sionneau           | Martial Doliveux        | Loustic de la Tour | L'Orée des Crières | 1'21"2 |
| 1980  | Kaiser Trot        | Canino            | Michel Lenoir            | Joël Hallais            | Karim Mabon        | Karika             | 1'22"  |
| 1979  | Jeune Orange       | Chambon P         | Alain Sionneau           | Gasto Peltier           | Jacky Poprune      | Jordaens           | 1'21"6 |
| 1978  | Istraeki           | Paléo             | Michel-Marcel Gougeon    | Roger Ledoyen           | Idylle du Corta    | Idylle Charmeuse   | 1'22"0 |
| 1977  | Handicapeur        | Nuage G           | Michel Lecacheux         |                         | Honnête            | Hurgo              | 1'22"1 |
| 1976  | Gazon              | Quasipyl          | Gérard Mascle            |                         | Gauchy             | Graveur            | 1'21"6 |
| 1975  | Feu Vert           | Obstiné           | Michel Lecacheux         |                         | Flamenco           | Fanacques          | 1'21"9 |
| 1974  | Elpenor            | Quioco            | Jean Mary                |                         | Éringa             | Éros Bourbonnais   | 1'22"7 |
| 1973  | Dor                | Harold D III      | Jean Mary                |                         |                    |                    | 1'23"4 |
| 1972  | Champenoise        | Pacha Grandchamp  | Pierre Giffard           |                         | Consul II          | Camille II         | 1'21"  |
| 1971  | Bellino II         | Boum III          | René Fabre               |                         | Borgia III         | Blizzard           | 1'20"4 |
| 1970  | Arbella            | Harold D III      | Gérard Mascle            |                         | Aldéna             | À Vau l'Eau        | 1'21"1 |
| 1969  | Voltigeur VII      |                   | Paul Delanoé             |                         | Voltaire H         | Virlux             | 1'22"5 |
| 1968  | Upsalin            | Écusson           | Louis Sauvé              |                         | Uniflore D         | Une de Mai         | 1'20"8 |
| 1967  | Tabriz             | Feu Follet X      | Pierre Giffard           |                         | Tidalium Pelo      | Tiki R             | 1'20"5 |
| 1966  | Seddouk            | Carioca II        | Gérard Mascle            |                         | Sans Atout II      | Sadoc              | 1'20"8 |
| 1965  | Reine de Mars B    | Harold D III      | Jean Mary                |                         | Ruy Blas IV        | Rembrandt II       | 1'22"7 |
| 1964  | Quérido II         | Fandango          | Jean Mary                |                         | Quovaria           | Que Fais Tu        | 1'22"5 |